# 애니 점프 캐넌
애니 점프 캐넌(Annie Jump Cannon, 1863년 12월 11일 ~ 1941년 4월 13일)은 미국의 천문학자이다. 
캐넌은 변광성 300개, 새로운 별 5개, 쌍성 한 개를 발견했다. 또한 286,000개의 별을 분형·밝기·분포 사이의 관계에 대해서도 연구했으며, 20만 개의 변광성에 관한 목록을 완성했다.

## 성장 과정
애니 점프 캐논은 1863년 12월 11일 델라웨어주 도버에서 태어났다. 그녀는 조선업자 겸 주 상원의원인 윌슨 캐넌과 그의 두 번째 부인 메리 점프 사이에서 태어난 세 딸 중 장녀였다. 
캐넌의 어머니 메리 점프는 밤하늘을 사랑해서 캐넌에게 별자리를 처음으로 가르쳐 준 사람이었다. 그녀는 오래된 천문학 교과서를 사용해서 캐넌에게 다락방에서 보이는 별들을 식별하는 법을 가르쳤다. 
또한 메리 점프는 딸에게 가정경제학을 가르쳤는데, 캐넌은 나중에 그것을 자기 연구를 정리하는 데 사용했다. 메리 점프는 캐넌에게 웰즐리 대학에서 수학, 화학, 생물학 등 과학을 공부하라고 제안했고, 캐넌은 어머니의 충고를 받아들여 천문학 연구를 시작했다. 
캐넌은 어린 시절 또는 이른 성년기에 청력 대부분을 잃었다. 성홍열로 인한 것이라고 알려졌지만, 정확하지는 않다. 

## 학업
윌밍턴 컨퍼런스 아카데미(Wilmington Conference Academy, 오늘날 웨슬리 대학)에서 캐논은 특히 수학 분야에서 유망한 학생이었다. 1880년 캐넌은 미국 최고의 여성학부 중 하나인 매사추세츠 웰즐리 대학에 입학했고, 그곳에서 물리학과 천문학을 공부했다. 
캐넌은 당시 미국의 몇 안 되는 여성 물리학자 중 한 명으로 이 대한 초대 물리학 교수였던 새라 프랜시스 위팅(Sarah Frances Whiting)의 지도로 물리학을 공부했다. 그녀는 1884년 물리학 학사 학위를 받고 졸업했다.
이후 10여 년 동안 캐넌은 사진가 겸 작가로 활동했다. 1892년 그녀는 자신이 개발한 블레어 박스 카메라로 사진을 찍으며 유럽을 여행했다. 귀국한 후 그녀는 스페인에서 쓴 산문과 사진들이 1893년 시카고 월드 컬럼비아 박람회에서 기념품으로 배포한 "콜럼버스의 발자취 속에서"라는 팸플릿에 실렸다. 얼마 지나지 않아 캐넌은 성홍열에 걸려 거의 귀머거리가 되었다. 청력 손실로 인해 캐넌은 남성과 교제하는 것을 꺼렸고, 혼자 살기로 결심하면서 일에 몰두했다.
1894년 어머니가 세상을 떠나자 그녀의 가정 생활은 더욱 어려워졌다. 그녀는 새라 프랜시스 위팅 교수에게 편지를 써서 일자리를 알아보았다. 위팅은 그녀를 윌즐리 대학의 물리학 교사로 고용했다. 이 기회를 틈타 캐넌은 물리학과 천문학 분야의 대학원 과정을 수강할 수 있었다. 위팅은 또한 캐넌이 분광학을 공부하도록 격려했다.
더 나은 망원경에 접근하기 위해 캐논은 래드클리프 대학에 "특별 학생"으로 등록해 천문학 연구를 계속했다. 래드클리프 대학은 하버드대 교수들이 젊은 래드클리프 여성들에게 강의할 수 있도록 하버드대 근처에 설립되었다. 덕분에 캐논은 하버드 대학 천문대에 접근할 수 있었다. 1907년 캐논은 학업을 마치고 웰즐리 대학에서 석사 학위를 받았다.

## 경력
1896년 하버드 천문대의 책임자였던 에드워드 피커링은 캐넌을 하버드 컴퓨터의 일원으로 고용했다. 하버드 컴퓨터는 헨리 드레이퍼 목록을 완성하기 위해 하늘의 모든 별을 약 아홉 개 사진 크기로 매핑하고 정의하는 일을 맡았다. 목록 작업은 부유한 내과 의사 겸 아마추어 천문학자 헨리 드레이퍼의 미망인 안나 드레이퍼가 남편의 작업을 기념하기 위해 지원한 기금으로 진행되었다. 실험실 남성들은 망원경을 조작하고 사진을 찍는 일을 했고, 여성들은 데이터를 조사하고, 천문학적 계산을 하며, 그 사진들을 목록화하는 일을 했다. 피커링은 목록을 가능한 한 많은 별의 광학 스펙트럼을 얻고 스펙트럼에 의해 별을 색인화하고 분류하는 장기 프로젝트로 만들었다. 
작업에 참여한 캐넌은 오래지 않아 다양한 유형의 별 스펙트럼을 인식하는 전문가가 되었고, 얼마 지나지 않아 시간당 200개라는 놀라운 속도로 별 스펙트럼을 문서화했다. 피커링은 캐넌이 남자든 여자든 별을 분류하는 작업을 누구보다 빨리 처리할 수 있는 유일한 사람이라고 칭찬했다. 40년 동안 일하면 캐넌은 총 35만 개의 별을 눈으로 분석하는 놀라운 성과를 보였다.
캐넌은 자신만의 패턴 인식 기술을 이용해 더 나은 별 분류 체계를 만들었다. 남반구의 밝은 별에 초점을 맞춘 캐넌은 별의 표면 온도와 직접 관련이 있는 주요 스펙트럼선의 상대적 강도를 기준으로 별을 구분할 것을 제안했다. 그래서 하버드 분류체계는 별을 7개의 주요 등급으로 나누게 되었다. 가장 뜨거운 별에서 가장 차가운 별까지 순서대로 분류한 이 체계는 별들을 O, B, A, F, G, K, M 그룹으로 분류함으로써 윌리어미나 플레밍의 문자 분류 체계를 대체했다.
1925년 그녀는 옥스퍼드 대학에서 명예 과학 박사학위를 받은 최초의 여성이 되었고, 1935년에는 "천문학에 기여한 공로가 가장 현저한 어느 나라의 여성"에게 수여하는 애니 J. 캐넌상을 만들었다. 그녀는 1938년에 하버드 대학교 본드 천문학자가 되었다. 천문학자인 세실리아 페인은 캐넌과 협력하고 캐넌의 데이터를 이용해 별들이 주로 수소와 헬륨으로 구성되어 있음을 밝혀냈다.

## 이후의 삶과 죽음
애니 점프 캐넌의 천문학 경력은 1940년 은퇴할 때까지 40년 넘게 지속되었다. 은퇴 후에도 그녀는 죽기 몇 주 전까지 천문대에 나가서 활발하게 천문학을 연구했다. 생애 내내 캐넌은 침착하고 근면한 태도로 존경을 받았으며, 여성들이 과학계에서 인정받도록 도움으로써 과학계 차세대 여성의 롤모델이 되었다. 

캐넌은 1941년 4월 13일 메사추세츠주 케임브리지에서 77세의 나이로 사망했다. 미국천문학회는 천문학 분야에서 뛰어난 업적을 남긴 여성 천문학자들에게 매년 애니 점프 캐넌 상을 수여한다.

## 같이 보기
- 하버드의 계산수

1. 1 2  로버트 M. 헤이즌, 김홍표 옮김 (2022). 《탄소 교향곡》. 뿌리와이파리. 32쪽.